# Herreshagen
Herreshagen ist ein Ortsteil von Gummersbach im Oberbergischen Kreis im südlichen Nordrhein-Westfalen.

## Geographie
Herreshagen liegt rund sechs Kilometer nordwestlich des Stadtzentrums in einem Tal zwischen den nördlichen Erhebungen Stentenberg und Warenkopf sowie den südlichen Anhöhen Gummershardt und Sonnenberg.

## Geschichte
1535 fand der Ort erstmals urkundliche Erwähnung, indem Huppert van Hersthagen in der Freibedeliste des Freigrafen Adolf Möllenbeck aufgeführt wurde.
Das Dorf Herreshagen gehörte bis 1806 zur Reichsherrschaft Gimborn-Neustadt.

## Industrie
Im 37 Hektar großen Gewerbepark Sonnenberg ansässig sind 
- ABUS Kransysteme GmbH (Kranhersteller)
- Agger Hydraulikservice
- Brillux (Farbenfachgeschäft)
- hospicall GmbH
- i-provide GmbH (Metallverarbeitung)
- Schroeder Valves GmbH & Co.
- Steinserv Steinmüller (Serviceleistungen)
- Teratron
- ZT-Service GmbH (Autowerkstatt)

## Freizeit

### Vereinswesen
- Dorfverein Herreshagen

### Wandern und Radwege
- Ab Wanderparkplatz Herreshagen wird vom SGV der Wanderweg A4 angeboten.

## Verkehr
Die Haltestellen Herreshagen und Herreshagen Siedlung werden über die Buslinie 307 (Gummersbach Bf – Lindlar) angeschlossen.